# Sanitärtechnik
Die Sanitärtechnik befasst sich als Teilbereich der Versorgungstechnik (Haustechnik) mit technischen Installationen der Gas- und Wasserversorgung sowie der Abwasserentsorgung, einschließlich der daran angeschlossenen Einrichtungsgegenstände in Bädern, Dusch- und Toilettenanlagen und insbesondere unter Berücksichtigung der Trinkwasserhygiene.

## Wortbedeutung
Das Adjektiv „sanitär“ bedeutet „mit der Körperpflege, der Hygiene in Zusammenhang stehend, sie betreffend, ihr dienend“. Es beruht auf dem lateinischen sānitās („Gesundheit“) und wurde im 19. Jahrhundert über den französischen Begriff sanitaire im Deutschen eingeführt.

## Zweckbeschreibung
Sanitärtechnische Installationen dienen überwiegend der Hygiene und der Gesundheit des Menschen und spielen somit insbesondere in Schwimmbädern, Saunen, Großküchen, Schlachthäusern und sonstigen Betrieben der Lebensmittelwirtschaft eine wichtige Rolle.
Neben der Ver- und Entsorgung von Trinkwasser in Wohngebäuden und Arbeitsstätten, werden besonders in Landwirtschaft und Industrie auch Nutzwasser-Anlagen installiert.
Sanitärobjekte und Armaturen wie Mischbatterien werden von den meisten Menschen täglich verwendet. Zu den Sanitärobjekten zählen Waschbecken, Bidets, WC-Becken, Urinale, Badewannen, Duschtassen etc.
Viele davon werden traditionell aus Keramik bzw. Porzellan gefertigt und als Sanitärkeramiken bezeichnet. Nicht zu den Keramiken zählen Ausgussbecken, Badewanne und Duschtasse, da diese meist aus emailliertem Stahlblech oder aus Acryl hergestellt sind.

## Berufsfeld
Umgangssprachlich werden Sanitärinstallateure oft als Klempner bezeichnet.
Der Heizungsbau und die Klima- bzw. Lüftungstechnik werden häufig mit der Sanitärtechnik als SHK-Technik, also Sanitär-, Heizungs- und Klimatechnik oder als HLS, für Heizung, Lüftung, Sanitär, zusammengefasst.
Ohne die Sanitärtechnik verbleiben die Bereiche der HLK-Technik, also Heizungs-, Lüftungs- und Klimatechnik, in der Schweiz auch HLKK-Technik für Heizungs-, Lüftungs-, Klima- und Kältetechnik. Die internationale Bezeichnung lautet HVAC („Heating, Ventilation and Air Conditioning“).
Der zugehörige Ausbildungsberuf heißt in Deutschland Anlagenmechaniker für Sanitär-, Heizungs- und Klimatechnik. Dabei wird nach Vollendung des 3. Ausbildungsjahres einer der Zusätze „Schwerpunkt Umwelttechnik“, „Schwerpunkt Wärmetechnik“, „Schwerpunkt Gas-Wassertechnik“ oder „Schwerpunkt Klimatechnik“ gewählt.

## Ausstattungsgegenstände von Sanitärräumen

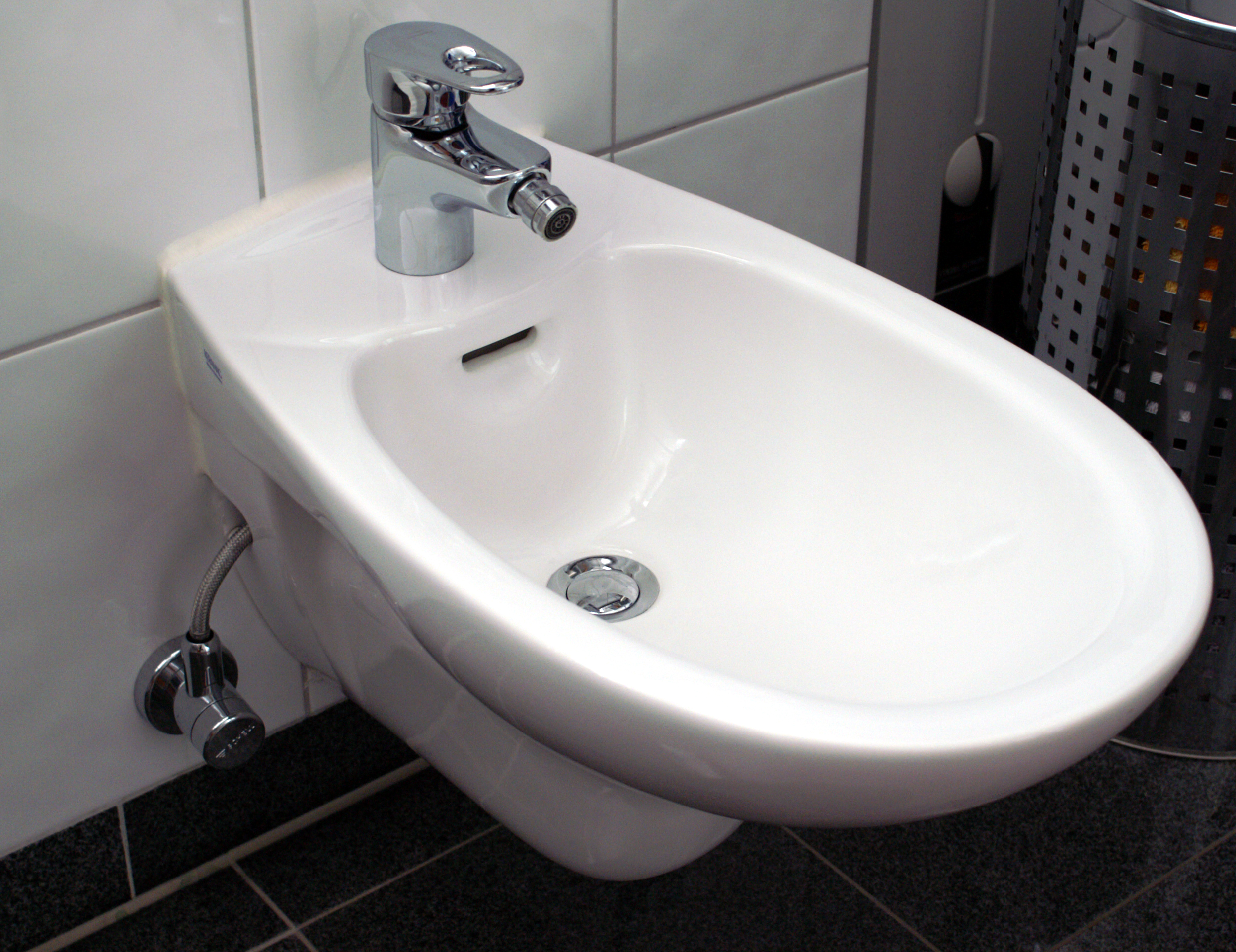
Bidet
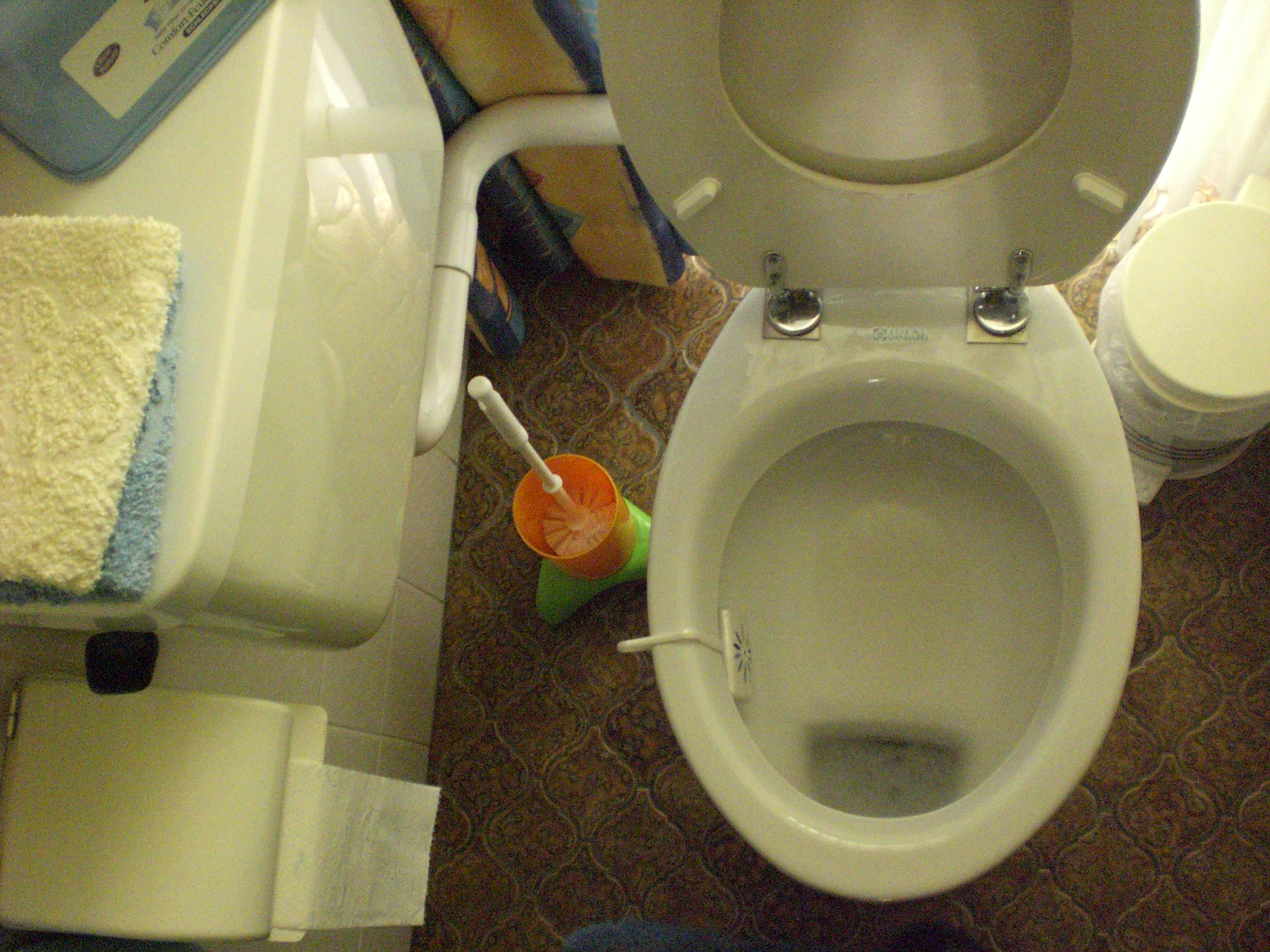
Toilette (Flachspüler) mit Spülkasten
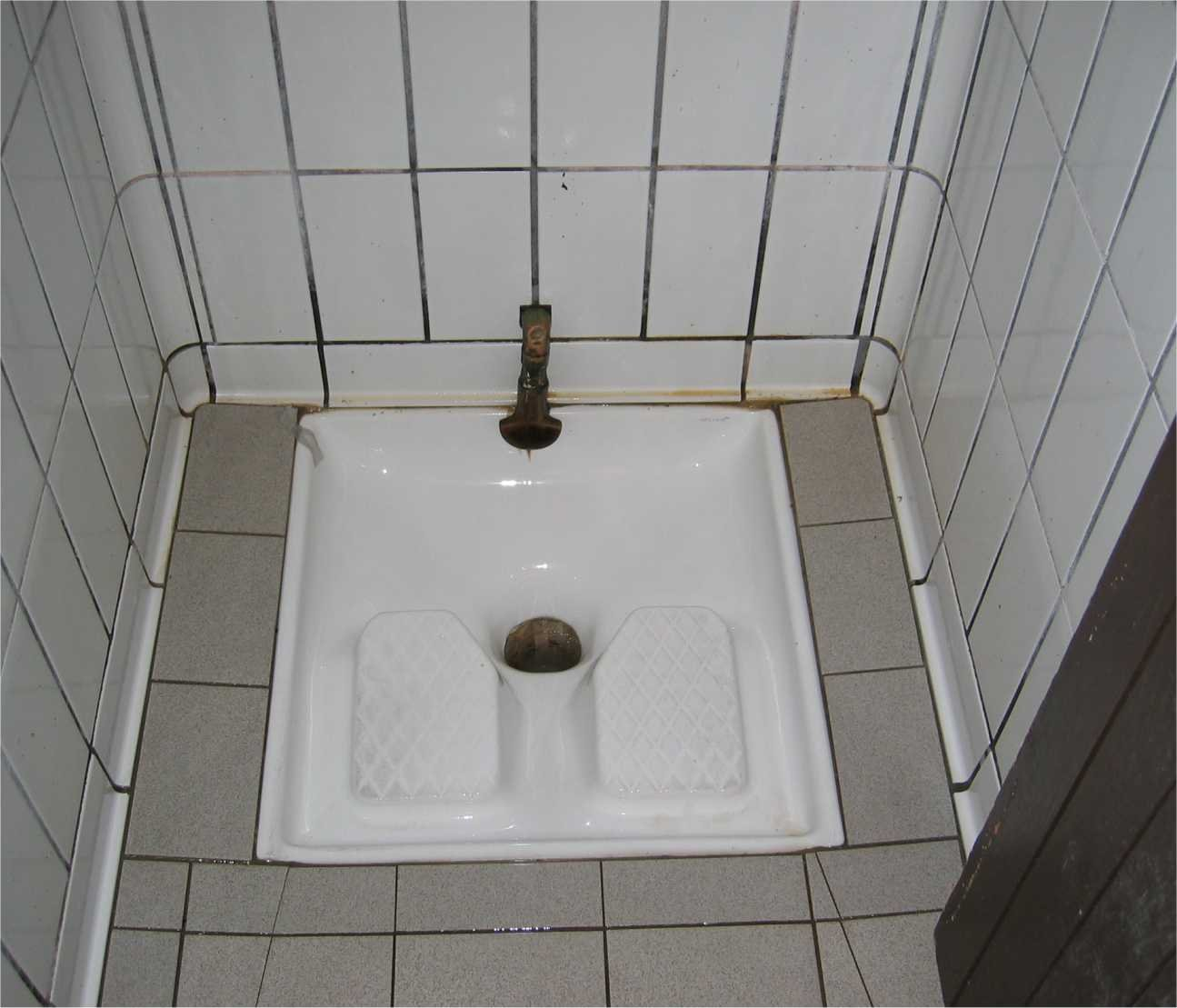
Hocktoilette mit Boden- und Wandfliesen
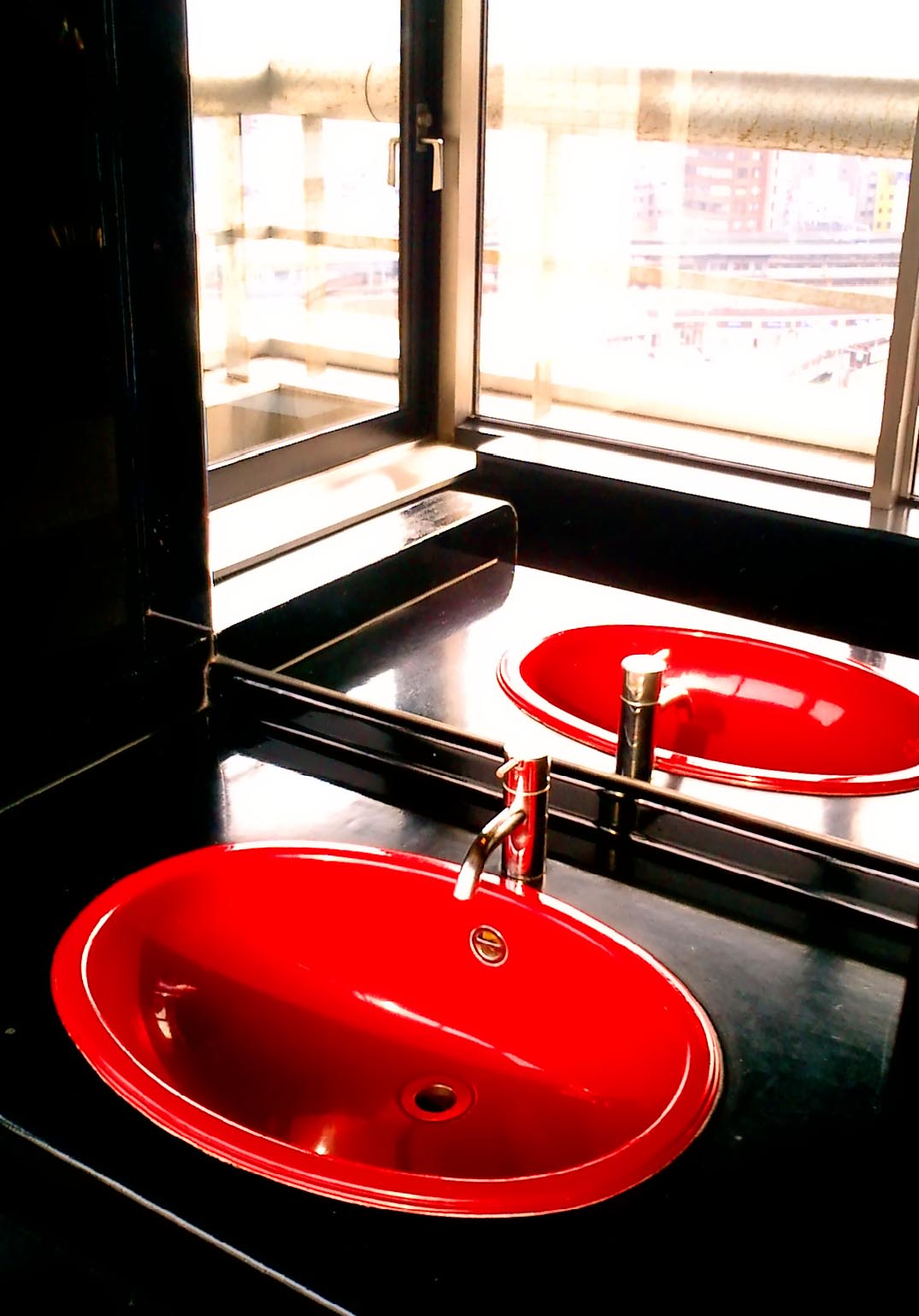
Waschtisch
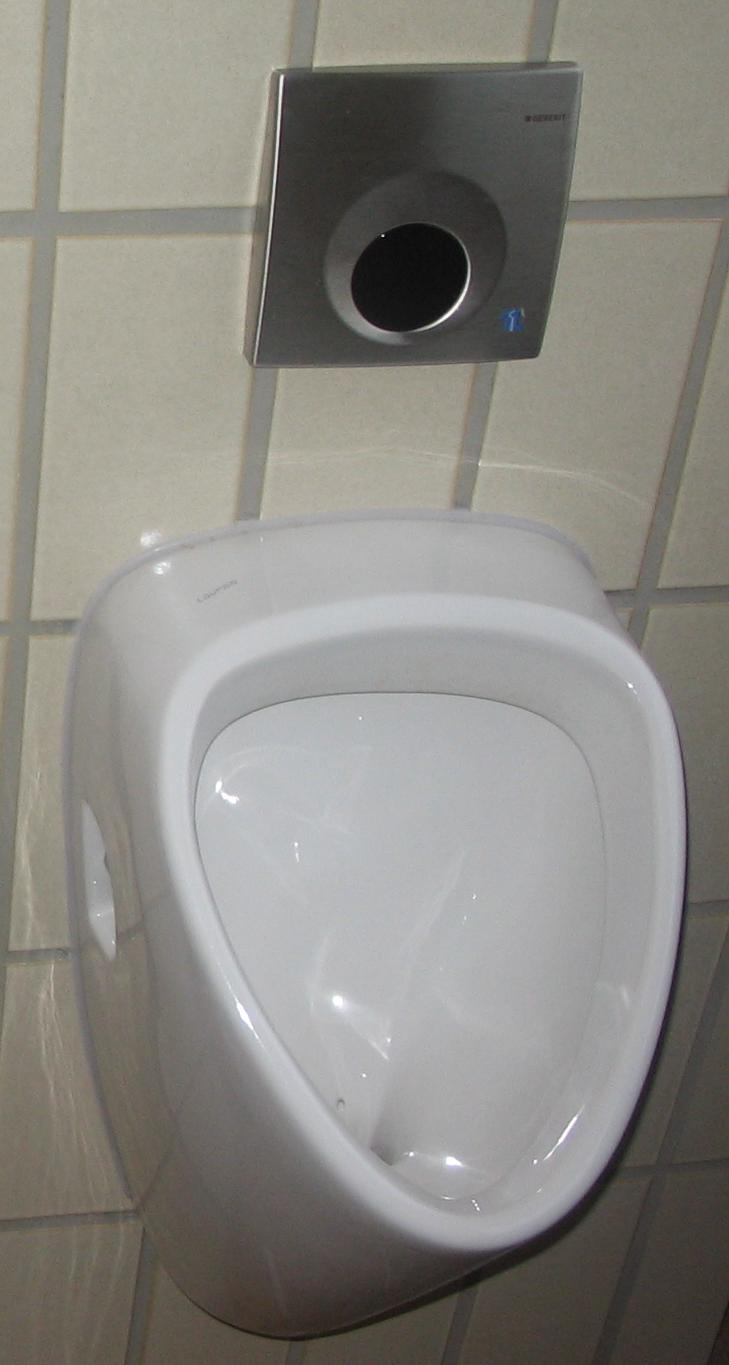
Urinal
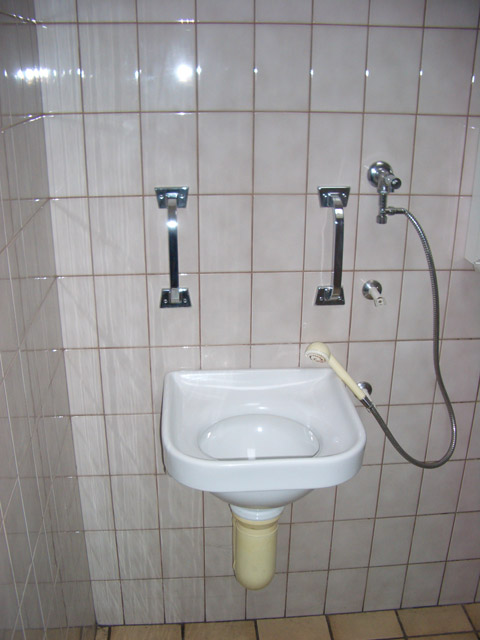
Speibecken